# 源伦子
源伦子（日语：／，964年—1053年6月19日）是日本平安時代中期宇多源氏的女性貴族，御堂关白藤原道長的正室。父左大臣源雅信，母藤原穆子。兄弟有源時中、源時通、源扶義、源時方、源通義、大僧正済信、寂源等。法名清浄法。

## 人物生平

### 与藤原道长的婚姻
源伦子出生于父亲源雅信的土御门府邸，是宇多天皇的曾孙女。源雅信曾考虑让伦子成为天皇的皇后，然而花山天皇只在位很短的时间便退位，继位的一条天皇与伦子年龄又不相符，所以在母亲藤原穆子的强烈劝说下，伦子于永延元年（987年）与当时的朝廷第一权力者、一条天皇外祖父兼摄政藤原兼家的第五子藤原道长结婚。当时伦子24岁，道长22岁。
源伦子的父亲源雅信拥有上卿的资格，是当时朝廷中唯一能牵制藤原兼家的公卿。这次结亲缓和了兼家与雅信之间的紧张。对藤原道长而言，成为拥有以朝廷中心地位的土御门府邸开始的莫大财产的源雅信的女婿，对道长日後的政治、经济基础具有莫大的帮助。

### 荣耀的人生
源伦子与藤原道长婚后夫妻关系圆满，二人生育了包含日后令藤原道长引以为豪的“三后”和继承摄关世职的嫡子藤原赖通在内的2子4女。

长保2年（1000年）2月25日，伦子所生长女藤原彰子被立为一条天皇的中宫。宽弘五年（1008年），彰子生下一条天皇第二皇子敦成亲王，在为皇子诞生举行的祝贺仪式上，伦子得授从一位，比其夫道长当时的位阶还要高（道长時为正二位）。翌年，彰子又生第三皇子敦良亲王。宽弘八年（1011年）一条天皇因病让位堂兄三条天皇，并在外戚藤原道长的压力下，立彰子所生敦成亲王为三条天皇的皇太子。

长和元年（1012年）2月，伦子所生次女藤原妍子被立为三条天皇的中宫。翌年，妍子生三条天皇第三皇女祯子内亲王。长和5年（1016年），三条天皇因眼病被迫退位，伦子的外孙敦成亲王即位为后一条天皇。伦子和道长以天皇外祖的身份获封准三宫。在三条天皇第一皇子敦明亲王辞去储位后，后一条天皇的同母弟敦良亲王被立为东宫。

宽仁2年（1018年），伦子所生第三女（道长第四女）藤原威子被立为后一条天皇的中宫。此时日本后宫的“三后”，即太皇太后（彰子）、皇太后（妍子）、中宫都是藤原道长和伦子所生的女儿，成為前无古人后无来者的家族荣耀。

宽仁5年（1021年），伦子所生第四女（道长第六女）藤原嬉子以伦子长子藤原赖通的养女的身份成为东宫敦良亲王的妃子。

### 荣华的阴影
万寿2年（1025年），伦子的么女藤原嬉子在生下东宫的王子亲仁王後，因患麻疹薨去，年仅18岁。万寿4年（1027年），次女皇太后妍子崩逝。同年，伦子之夫藤原道长亦薨。

长元9年（1036年），伦子的外孙后一条天皇和三女中宫藤原威子，先后崩逝。敦良亲王即位为后朱雀天皇后的长历3年（1039年），伦子出家，法号清净法。此后伦子的余生凭吊着家人的菩提。

宽德2年（1045年），后朱雀天皇驾崩，伦子的另一位外孙、嬉子所生的亲仁亲王即位为后冷泉天皇。此时，伦子所生的道长嫡子藤原赖通与后朱雀天皇皇后、伦子外孙女祯子内亲王矛盾激化，赖通与同母弟藤原教通也多有争权事。

### 死去
后冷泉天皇在位的天喜元年（1053年），伦子薨，享壽89岁。

## 家庭
- 父：源雅信 - 左大臣
- 母：藤原穆子（日语：藤原穆子）
- 夫：藤原道长
- 子女：
  - 长女：藤原彰子 - 一条天皇中宫、后一条、后朱雀天皇之母，上东门院
  - 长子：藤原赖通
  - 次女：藤原妍子 - 三条天皇中宫、祯子内亲王（阳明门院）之母
  - 次子：藤原教通（父道长第五子）
  - 三女：藤原威子（父道长第四女） - 后一条天皇中宫、章子内亲王（二条院）、馨子内亲王之母
  - 四女：藤原嬉子（父道长第六女） - 后朱雀天皇尚侍、赠皇太后、后冷泉天皇之母
- 养子：藤原长家 - 夫藤原道长与侧室源明子所生的末子，和歌世家御子佐家之祖